# Sachicasaurus
Sachicasaurus es un género extinto de pliosáurido bracauquenino cuyos restos se han encontrado en rocas de la época del Barremiense (Cretácico Inferior) de la  Formación Paja, en el Altiplano Cundiboyacense ubicado en la Cordillera Oriental de los Andes colombianos. La especie tipo es S. vitae.

## Etimología
El nombre del género Sachicasaurus se refiere a Sáchica, el pueblo en donde se halló el fósil, y saurus, que significa "lagarto" en griego. El nombre de la especie, vitae, el cual significa "vida" en latín, fue escogido debido a la vitalidad que el hallazgo del fósil ha dado a Sáchica.

## Descripción
El espécimen holotipo, MP111209-1, es conocido a partir de un cráneo casi completo, y elementos del postcráneo incluyendo la columna vertebral y huesos de las extremidades. Los rasgos diagnósticos incluyen una muy corta sínfisis mandibular, un número reducido de dientes en la mandíbula (entre 17 a 18 versus 25 a 40 como en otros pliosáuridos), y dientes relativamente delgados, entre otras características. El espécimen tiene una longitud completa estimada en casi 10 metros. Se considera que este ejemplar corresponde a un individuo subadulto.

## Paleoambiente
Sachicasaurus es uno de los cuatro pliosáuridos hallados en la Formación Paja, siendo los otros Acostasaurus, Stenorhynchosaurus, y "Kronosaurus" boyacensis. Fue contemporáneo además de los elasmosáuridos Callawayasaurus y Leivanectes, la tortuga marina Desmatochelys padillai, la tortuga sandowníida Leyvachelys, y los ictiosaurios oftalmosáuridos Muiscasaurus y Platypterygius sachicarum.